# Avangard-Iougra Kogalym
Le HK Avangard-Iougra - en russe : ХК Авангард-Югра - est un club de hockey sur glace de Kogalym dans les Khantys-Mansis en Russie. Il évolue dans la Pervaïa Liga.

## Historique
Le club est fondé en 2009. Il intègre la Pervaïa Liga en 2010 .

## Palmarès
- Aucun titre.